# Томский округ (Сибирский край)
Томский округ — административно-территориальная единица Сибирского края, существовавшая в 1925 —1930 годах.
Окружной центр — город Томск.

## История
Томский округ был образован 25 мая 1925 года из Томского и части Мариинского уездов Томской губернии и четырёх районов Нарымского края.
20 июня 1930 года были упразднены районы: Богородский, Верх-Чебулинский, Вороновский, Зачулымский, Мало-Песчанский, Молчановский, Поломошинский, Тайгинский, Томский 1-й, Томский 2-й, Троицкий и Юргинский. При этом образованы новые районы: Кожевниковский район, с центром в селе Кожевниково; Лариакский хантыйский национальный район, с центром в селе Лариак; Томский район с центром в городе Томск и Яшкинский район с центром в рабочем посёлке Яшкино. Ново-Кусковский район был переименован в Чулымский район.
30 июля 1930 года Томский округ, как и большинство остальных округов СССР, был упразднён. Его районы отошли в прямое подчинение Западно-Сибирского края.

### Руководители
- Пётр Петрович Захаров — председатель Исполнительного комитета Томского окружного Совета рабочих, крестьянских и красноармейских депутатов депутатов (ноябрь 1925 — 3 июля 1929)[2].
- Иосиф Иванович Рещиков — председатель Исполнительного комитета Томского окружного Совета (с 3 июля 1929)[2].

## Административно-территориальное деление
Округ был разделён на 25 районов:
- Александровский район. Центр — село Александровское.
- Богородский район. Центр — село Богородское (в декабре 1925 центр перенесён в село Бабарыкино).
- Болотнинский район. Центр — село Болотное.
- Верх-Чебулинский район. Центр — село Верх-Чебула.
- Вороновский район. Центр — село Вороново, позднее вошёл в Кожевниковский район.
- Зачулымский район. Центр — село Пышкино-Троицкое.
- Зырянский район. Центр — село Зырянское.
- Ижморский район. Центр — село Ижморское.
- Ишимский район. Центр — село Ишим.
- Каргасокский район. Центр — село Каргасок.
- Колпашевский район. Центр — село Колпашево.
- Кривошеинский район. Центр — село Кривошеино.
- Мало-Песчанский район. Центр — село Мало-Песчанское.
- Мариинский район. Центр — город Мариинск.
- Молчановский район. Центр — село Молчаново.
- Ново-Кусковский район. Центр — село Ново-Кусково.
- Парабельский район. Центр — село Парабель.
- Поломошинский район. Центр — село Поломошное.
- Судженский район. Центр — село Судженка (с 23 января 1928 — рабочий посёлок Анжеро-Судженский).
- Тайгинский район. Центр — город Тайга.
- Томский 1-й район. Центр — город Томск.
- Томский 2-й район. Центр — город Томск.
- Троицкий район. Центр — село Троицкое.
- Чаинский район. Центр — село Подгорное.
- Юргинский район. Центр — село Юрга.

## Население
Население округа в 1926 году составляло 723,3 тыс. человек. Из них русские — 82,6 %; белорусы — 3,6 %; татары — 3,2 %; украинцы — 2,9 %; поляки — 1,1 %; ханты — 1,1 %; мордва — 1,1 %.